# سوفيكون (كورينثيا)
سوفيكون (Σοφικόν) هي مدينة في كورينثيا في مقاطعة كينتريكي إلادا في اليونان.